# Juan Diego Nieva
Juan Diego Nieva (Cali, Valle del Cauca, Colombia; 13 de febrero de 1999) es un futbolista colombiano. Juega como centrocampista y actualmente milita en el Deportivo Pasto de la Categoría Primera A de Colombia..

## Clubes
| Club                 | País     | Año           |
| -------------------- | -------- | ------------- |
| América de Cali      | Colombia | 2018-2020     |
| HNK Šibenik (cesión) | Croacia  | 2020-2021     |
| Real Cartagena       | Colombia | 2022          |
| Llaneros             | Colombia | 2023          |
| Deportivo Pasto      | Colombia | 2024-presente |

## Palmarés

### Títulos nacionales
| Título              | Club            | País     | Año  |
| ------------------- | --------------- | -------- | ---- |
| Torneo Finalización | América de Cali | Colombia | 2019 |